# Les Prisonniers de Cabrera
Les prisonniers de Cabrera est un roman de Michel Peyramaure publié en 2009.

## Résumé
En 1808 Laurent est en garnison à Madrid avec Murat pour chasser les Anglais du Portugal. Le roi et son fils se querellent. Napoléon exige une abdication générale et un exil en France. Les paysans s'en prennent alors aux Français. La troupe de Laurent est envoyée à Séville. Ils ravagent Cordoue puis se rendent à l'ennemi à Baylen et embarquent vers Cadix. En 7/09, 8000 sont emmenés sur l'ile Cabrera près de Majorque, peuplée de chèvres. Ils ont un petit ravitaillement au mieux tous les 4 jours mais boivent l'eau de pluie. Beaucoup meurent. Au printemps 14, des français envoyés par Louis 18 viennent les chercher. Certains iliens sont devenus sauvages. Ils sont mis en quarantaine à Marseille. Puis il rentre à pied à Puymège (19) mais sa femme est partie avec un autre homme. Elle revient en 18 et se remet avec lui. Leur fils leur est rendu et ils font un autre enfant.